# Sena Madureira (tiểu vùng)
Sena Madureira là một tiểu vùng thuộc bang Acre, Brasil. Tiều vùng này có diện tích 40646 km², dân số năm 2007 là 37971 người.